# Arteria arcuata del pie
La arteria arcuata del pie es una arteria que se origina en la arteria dorsal del pie.

## Trayecto

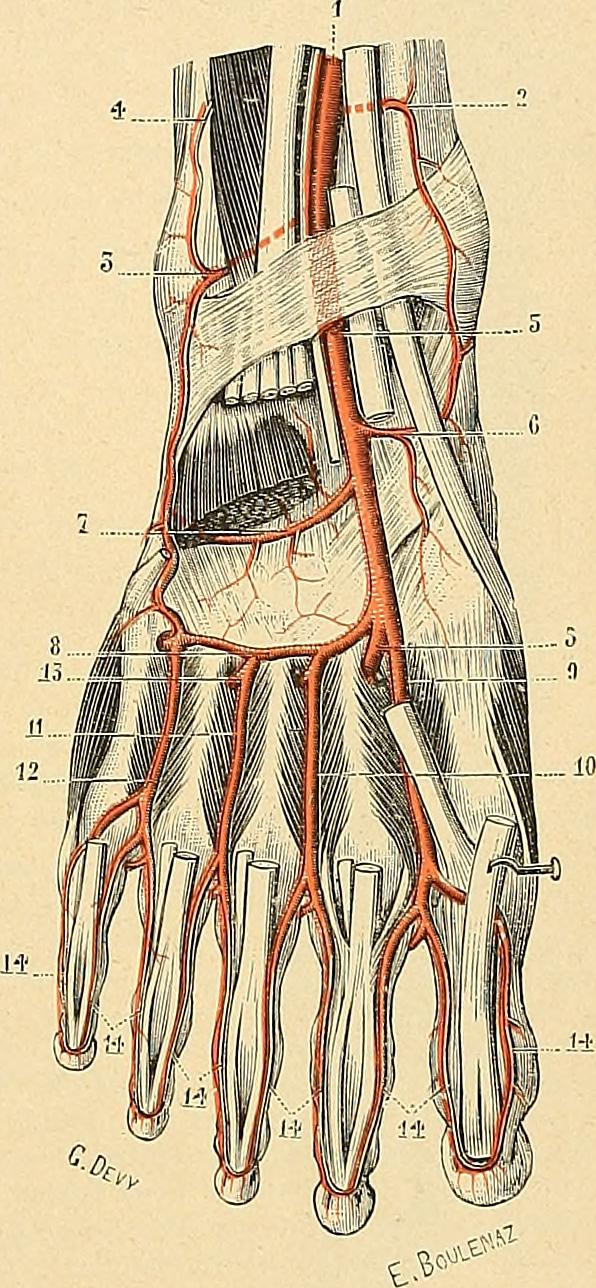
Arterias de la cara dorsal del pie.

Nace un poco anteriormente a la arteria lateral del tarso; discurre lateralmente, sobre las bases de los huesos metatarsianos, entre los tendones del músculo extensor corto de los dedos, con una dirección influida por su punto de origen, y se anastomosa con las arterias lateral del tarso y plantar lateral.
No está presente en todos los individuos.

## Ramas
Presenta como ramas las arterias metatarsianas dorsales de los espacios segundo, tercero y cuarto.

## Distribución
Irriga el dorso y los dedos del pie.